# Podhom, Dobrla vas
Podhom (nemško Buchhalm) je naselje v Občini Dobrla vas v Okraju Velikovec na Koroškem v Avstriji.